# Aleksandar Ilić
Aleksandar Ilić, cyr. Александар Илић (ur. 3 stycznia 1989 w Belgradzie) – serbski zawodnik mieszanych sztuk walki (MMA). Były mistrz federacji Megdan Fighting w wadze średniej z 2017 roku. W latach 2019–2021 zawodnik polskiej organizacji KSW. Aktualnie związany z chorwacką organizacją FNC.

## Życie prywatne
Mieszka na co dzień w szwajcarskiej Bazylei.

## Kariera MMA

### Wczesna kariera
W karierze amatorskiej uzyskał rekord 10 zwycięstw bez porażki. Ilić ma na swoim koncie dwa tytuły amatorskiego mistrza Serbii z 2013 i 2014 roku.
Zawodowy debiut odbył 14 czerwca 2014 na gali Tesla Fighting Championship 4, przegrywając niejednogłośną decyzją z Rosjaninem, Eldarem Atajewem. Następne 7 walk zwyciężył, w tym wszystkie przed czasem.
W 2016 roku przegrał walkę o pas mistrzowski wagi średniej niemieckiej organizacji Malscher Fight Night.
W 2017 roku zdobył pas mistrzowski serbskiej organizacji Megdan Fighting, pokonując na pełnym dystansie jednogłośnie na punkty Rumuna, Marinica Bejenaru.

### KSW
23 maja 2019 podczas gali KSW 47 zadebiutował dla najlepszej polskiej organizacji – Konfrontacji Sztuk Walki, gdzie zszokował zgromadzoną tam publiczność, nokautując kopnięciem na głowę w trzeciej odsłonie faworyzowanego byłego medalistę olimpijskiego w zapasach, Damiana Janikowskiego. Po gali został nagrodzony za swój spektakularny nokaut, aż dwoma bonusami finansowymi, w dwóch kategoriach m.in. za „nokaut wieczoru” oraz „występ wieczoru publiczności”.
9 listopada 2019 podczas gali KSW 51 odbywającej się w Chorwacji, przegrał pojedynek przez duszenie zza pleców z mistrzem organizacji TFL w wadze średniej, Cezarym Kęsikiem.
10 października 2020 na gali KSW 55 przegrał przez TKO w drugiej rundzie z byłym mistrzem KSW wagi średniej, Michałem Materlą. Starcie przez KSW zostało docenione bonusem w kategorii „Walka wieczoru”.
Kolejny pojedynek dla polskiego giganta stoczył 24 kwietnia 2021 na gali KSW 60. Początkowo rywalem Ilicia miał zostać były mistrz Armia Fight Night w wadze półśredniej, Tomasz Jakubiec, jednak ten wypadł z tego zestawienia z powodu choroby. Nowym przeciwnikiem „Jokera” został Adrian Dudek. Walkę w pierwszej rundzie zwyciężył zawodnik urodzony w Belgradzie, który trafił rywala wysokim kopnięciem na głowę.
21 lipca 2021 za pośrednictwem instagrama poinformował fanów, że wygasł jego kontrakt z KSW, oraz że nie znalazł z polską organizacją wspólnego języka na podpisanie nowego kontraktu.

### Oktagon MMA i Russian Cagefighting Championship
Po ponad rocznej przerwie powrócił do walk MMA, związując się z czesko-słowacką federacją Oktagon MMA. Debiut Ilicia dla nowego pracodawcy odbył się 23 lipca 2022 podczas gali Oktagon 34, gdzie zawalczył z doświadczonym Karlosem Vémolą o pas mistrzowski tej federacji w wadze półciężkiej. Pojedynek zakończył się już w pierwszej rundzie przez poddanie, zwycięstwem zawodnika z Czech.
26 sierpnia 2022 w Rosji, podczas walki wieczoru gali RCC 12, szybko wygrał przez techniczny nokaut z doświadczonym Rosjaninem, Aleksandrem Szlemienko. Starcie trwało tylko 22 sekundy.

### Brave CF i powrót do RCC
18 lutego 2023 w rodzinnym Belgradzie, na wydarzeniu Brave CF 69, stoczył walkę z Marcinem Naruszczką. Zwyciężył niejednogłośną decyzją sędziowską po bliskiej walce.
15 grudnia 2023 w Rosji, podczas głównego wydarzenia RCC 17, przegrał rewanżowy pojedynek z Aleksandrem Szlemienko przez techniczny nokaut pod koniec pierwszej rundy.

### FNC
W sierpniu 2024 roku podpisał wielowalkowy kontrakt z chorwacką federacją Fight Nation Championship. 23 listopada 2024 w debiucie dla nowego pracodawcy zmierzył się z tymczasowym mistrzem FNC wagi ciężkiej, Miranem Fabjanem. Słoweńsko-serbskie starcie było walką wieczoru gali FNC 20 w Zagrzebiu. Ilić został znokautowany w drugiej rundzie w parterze pod naporem ciosów przeciwnika.
Drugą walkę pod sztandardem FNC stoczył pół roku później podczas gali FNC 23, która odbyła się 24 maja 2025 w Belgradzie. Pierwotnie Ilić miał zmierzyć z Bośniakiem, Tomislavem Spahoviciem, jednak ten wycofał się z powodu kontuzji kolana. Drugą opcją rywala dla „Jokera” miał być Austriak, Dominic Schober, jednak ten zachorował dziesięć dni przed walką i musiał odwołać swój udział. Ostatecznym rywalem Ilicia był doświadczony Brazylijczyk, Flávio Pina. Zwyciężył w pierwszej rundzie przez techniczny nokaut ciosami w parterze.

## Boks
7 października 2022 w Moskwie, zadebiutował w formule bokserskiej, tocząc pojedynek dla federacji pięściarskiej Pravda Boxing, w konfrontacji z rosyjskim zawodnikiem MMA, Magomiedem Ismaiłowem. Walkę po sześciu trzyminutowych rundach zwyciężył Ismaiłow.

## Osiągnięcia

### Mieszane sztuki walki
- Amatorskie
  - 2013: Tytuł amatorskiego mistrza Serbii
  - 2014: Tytuł amatorskiego mistrza Serbii
- Zawodowe
  - Megdan Fighting
    - 2017–2019: Mistrz Megdan Fighting w wadze średniej[32]

  - Konfrontacja Sztuk Walki
    - Bonus za nokaut wieczoru (jeden raz) vs. Damian Janikowski (2019)[10]
    - Bonus za występ wieczoru publicznośći (jeden raz) vs. Damian Janikowski (2019)[11]
    - Bonus za walkę wieczoru (jeden raz) vs. Michał Materla (2020)[14]

## Lista zawodowych walk w MMA
| Wynik     | Bilans | Przeciwnik (bilans przed walką)    | Rozstrzygnięcie                                                     | Runda | Czas | Rozgrywki                           | Data       | Miejsce       | Uwagi                                                                     |
| --------- | ------ | ---------------------------------- | ------------------------------------------------------------------- | ----- | ---- | ----------------------------------- | ---------- | ------------- | ------------------------------------------------------------------------- |
| Wygrana   | 16-7   | Flávio Pina (30-12)                | TKO (ciosy pięściami w parterze)                                    | 1     | 1:47 | FNC 23: Fabjan vs. Moeil            | 24.05.2025 | Belgrad       | Limit umowny -90 kg.                                                      |
| Przegrana | 15-7   | Miran Fabjan (5-3)                 | TKO (ciosy pięściami w parterze)                                    | 2     | 1:47 | FNC 20: Fabjan vs. Ilić             | 23.11.2024 | Zagrzeb       | Limit umowny -90 kg. Main Event                                           |
| Przegrana | 15-6   | Aleksandr Szlemienko (63-15. 1 NC) | TKO (ciosy pięściami w parterze)                                    | 1     | 4:50 | RCC 17                              | 15.12.2023 | Jekaterynburg | Main Event                                                                |
| Wygrana   | 15-5   | Marcin Naruszczka (23-12-2)        | Decyzja (niejednogłośna)                                            | 3     | 5:00 | Brave CF 69                         | 18.02.2023 | Belgrad       | Limit umowny -90 kg. Co-Main Event                                        |
| Wygrana   | 14-5   | Aleksandr Szlemienko (62-13. 1 NC) | TKO (kolano i ciosy pięściami)                                      | 1     | 0:22 | RCC 12                              | 26.08.2022 | Jekaterynburg | Main Event                                                                |
| Przegrana | 13-5   | Karlos Vémola (32-6)               | Poddanie (duszenie trójkątne rękoma)                                | 1     | 3:52 | Oktagon 34: Vémola vs. Ilić         | 23.07.2022 | Praga         | Pojedynek o pas mistrzowski Oktagon MMA w wadze półciężkiej. Main Event   |
| Wygrana   | 13-4   | Adrian Dudek (5-1)                 | TKO (wysokie kopnięcie, lewy sierpowy i ciosy pięściami w parterze) | 1     | 3:44 | KSW 60: De Fries vs. Narkun 2       | 24.04.2021 | Łódź          |                                                                           |
| Przegrana | 12-4   | Michał Materla (28-7)              | TKO (łokcie z krucyfiksu)                                           | 2     | 1:34 | KSW 55: Askham vs. Khalidov 2       | 10.10.2020 | Łódź          | Bonus za walkę wieczoru.                                                  |
| Przegrana | 12-3   | Cezary Kęsik (9-0)                 | Poddanie (duszenie zza pleców)                                      | 2     | 4:27 | KSW 51: Croatia                     | 09.11.2019 | Zagrzeb       |                                                                           |
| Wygrana   | 12-2   | Damian Janikowski (3-1)            | KO (kopnięcie okrężne w głowę)                                      | 3     | 0:32 | KSW 47: The X-Warriors              | 23.03.2019 | Łódź          | Bonus za nokaut wieczoru oraz występ wieczoru publiczności.               |
| Wygrana   | 11-2   | Dimitri Bouchet (4-5-1)            | TKO (ciosy pięściami)                                               | 1     | 4:36 | Hit Fighting Championship 6         | 02.06.2018 | Zurych        | Co-Main Event                                                             |
| Wygrana   | 10-2   | Aleksandr Suchow (0-1)             | TKO (ciosy pięściami)                                               | 1     | ?    | Megdan Fighting 3: Serbia vs. Rosja | 26.04.2018 | Nowy Sad      |                                                                           |
| Wygrana   | 9-2    | Marinica Bejenaru (1-0)            | Decyzja (jednogłośna)                                               | 3     | 5:00 | Megdan 1                            | 22.04.2017 | Nowy Sad      | Zdobył mistrzowski pas Megdan Fighting w wadze średniej.                  |
| Wygrana   | 8-2    | Jusuf Hajrović (7-7-1)             | Decyzja (jednogłośna)                                               | 2     | 5:00 | Combat Challenge 11                 | 18.03.2017 | Vršac         | Walka w wadze półciężkiej.                                                |
| Przegrana | 7-2    | Amilcar Alves (15-10)              | Decyzja (jednogłośna)                                               | 5     | 5:00 | Malscher Fight Night 3              | 29.10.2016 | Malsch        | Walka o pas mistrzowski Malscher Fight Night w wadze średniej. Main Event |
| Wygrana   | 7-1    | Florian Harringer (3-4)            | TKO (przerwanie przez narożnik)                                     | 1     | 1:00 | Final Fight Championship 26         | 23.09.2016 | Linz          |                                                                           |
| Wygrana   | 6-1    | Iron Sadiki (2-0-)                 | Poddanie (duszenie gilotynowe)                                      | 1     | 1:23 | We Love MMA 21                      | 23.04.2016 | Ludwigshafen  | Main Event                                                                |
| Wygrana   | 5-1    | Dobrai Mihaly (1-3)                | TKO (ciosy pięściami)                                               | 1     | 2:15 | Serbian Battle Championship 7       | 29.11.2015 | Nowy Sad      | Limit umowny -90 kg.                                                      |
| Wygrana   | 4-1    | Domagoj Pejčinović (0-0)           | TKO (ciosy pięściami)                                               | 1     | 2:55 | Montenegro Fighting Championship 3  | 27.07.2015 | Budva         |                                                                           |
| Wygrana   | 3-1    | Vladimir Filipović (3-0)           | TKO (przerwanie przez narożnik)                                     | 2     | 4:20 | Serbian Battle Championship 5       | 09.05.2015 | Odžaci        | Co-Main Event                                                             |
| Wygrana   | 2-1    | Stefan Stanković (1-5)             | Poddanie (duszenie zza pleców)                                      | 1     | 4:23 | Combat Challenge 9                  | 15.03.2015 | Pančevo       |                                                                           |
| Wygrana   | 1-1    | Frantisek Boban (3-0-1)            | TKO (przerwanie przez narożnik)                                     | 1     | 5:00 | Fight of Gladiators 4               | 04.03.2015 | Nitra         |                                                                           |
| Przegrana | 0-1    | Eldar Atajew (2-0)                 | Decyzja (niejednogłośna)                                            | 3     | 5:00 | Tesla Fighting Championship 4       | 14.06.2014 | Pančevo       | Debiut w wadze średniej.                                                  |

## Lista zawodowych walk w boksie
| Wynik     | Bilans | Przeciwnik (bilans przed walką) | Rozstrzygnięcie       | Runda | Czas | Rozgrywki                        | Data       | Miejsce | Uwagi                             |
| --------- | ------ | ------------------------------- | --------------------- | ----- | ---- | -------------------------------- | ---------- | ------- | --------------------------------- |
| Przegrana | 0-1    | Magomied Ismaiłow (1-0)         | Decyzja (jednogłośna) | 6     | 3:00 | Pravda Boxing: Old School Boxing | 07.10.2022 | Moskwa  | Limit umowny -90,7 kg. Main Event |